# Jakowlew Jak-11
Die Jakowlew Jak-11 (russisch Яковлев Як-11, NATO-Codename Moose) war ein einmotoriges Flugzeug aus sowjetischer Produktion. Der zweisitzige Tiefdecker wurde speziell für die Fortgeschrittenen-Schulung von Jagdflugzeug-Piloten konstruiert und eingesetzt in allen Mitgliedstaaten des Ostblocks bzw. Warschauer Paktes als auch im Nahen Osten (Ägypten, Jemen), China und Österreich. In der Tschechoslowakei wurde der Typ in größerer Anzahl in Lizenz gebaut.

## Entwicklung
Beim Entwurf der Jak-11, der ab 1944 zu Papier gebracht wurde, orientierte sich der Konstrukteur Alexander Jakowlew an der Jak-3, dem letzten Glied in der Kette von Jak-Jagdflugzeugen im Zweiten Weltkrieg. Anders als beim Vorgänger war jedoch statt der bisher verwendeten V-Motoren ein Sternmotor ASch-21 vorgesehen. Wie bei vielen sowjetischen Flugzeugkonstruktionen jener Zeit legte man auch hier Wert auf einfache Produktion und Wartung; es gab verschiedene abnehmbare Verkleidungen und Klappen, die den Zugang zum Triebwerk erleichterten. Die zweiblättrige Verstell-Luftschraube war anfangs sichelförmig gebogen, wurde später aber durch die geraden 3-m-Propeller vom Typ WISch-111-W20 oder WISch-11-D-15 ersetzt.
Am 10. November 1945 startete der erste Prototyp unter der Bezeichnung Jak-3UTI zu seinem Erstflug und absolvierte anschließend die etwa ein Jahr dauernde Erprobung, wobei man noch einige Veränderungen an der Maschine vornahm. Die Serienfertigung begann 1946/47 und endete in der Sowjetunion nach 3859 gebauten Exemplaren. In der zweiten Hälfte der 1950er-Jahre erschien die Jak-11U (auch: Jak-10) als Reaktion auf die sich als Standardkonfiguration durchsetzende Bugradfahrwerkausstattung von Jagdflugzeugen ebenfalls mit Bugrad.
Von 1951 bis 1954 konnten mit der Jak-11 vier internationale Rekorde aufgestellt werden, die von der FAI anerkannt wurden.

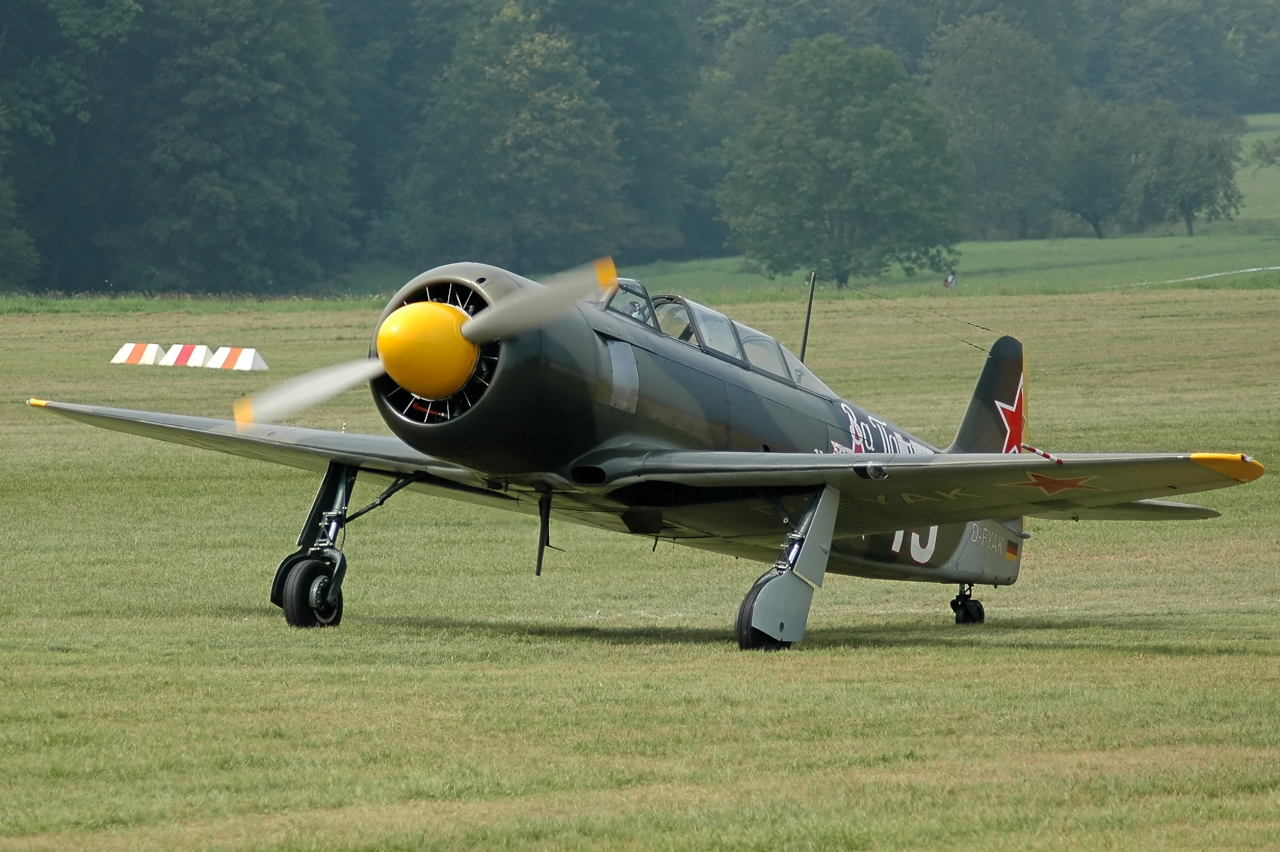
Lizenzversion Let C-11

Im Flugzeugwerk Kunovice (Tschechoslowakei) wurden von 1952 bis 1956 707 Jak-11 in Lizenz gebaut. Bezeichnet wurden sie als Let C-11 (wobei teilweise Stringer und Spanten aus Holz durch Metall ersetzt wurden) und im Falle der Bugradausführung C-11U.
Im normalen Flugbetrieb wurde die Jak-11 zur Weiterbildung von Piloten genutzt, die schon einige Flugerfahrung auf dem Anfänger-Schulflugzeug Jak-18 gesammelt hatten. Für Schießversuche besaß die Jak-11 deshalb auch ein im Rumpfbug eingebautes synchronisiertes 12,7-mm-Maschinengewehr UBS sowie ein Foto-MG in der vorderen, vom Flugschüler besetzten Kabine zur Kontrolle der Ergebnisse. Die Jak-11 wurde bis zum Ende der fünfziger Jahre zur aktiven Schulung eingesetzt und bis in die 1960er Jahre hinein für Nebenaufgaben verwendet. So flogen beispielsweise die letzten vier bis fünf der etwa 100 an die Luftstreitkräfte der NVA der DDR gelieferten Jak-11 noch bis 1962 in der ZD-21 (Zieldarstellungsstaffel) als Zielflugzeuge für die Bodenabwehr, der Großteil war bereits 1958/59 ausgesondert worden.

## Konstruktion
Die Jak-11 war in Gemischtbauweise konstruiert. Der Rumpf bestand aus einem geschweißten Stahlrohrgerüst, das größtenteils mit Sperrholz verkleidet war; nur die Unterseite erhielt eine Stoffbespannung. Der Bug bestand im Bereich der Motoraufhängung aus Metall. Die zweisitzige Führerkabine war mit einem Doppelsteuer und einer im Notfall abwerfbaren Kabinenhaube ausgestattet. Sie verfügte über Nacht- und Blindflugausrüstung
Die Tragfläche in Tiefdecker-Auslegung mit modifiziertem Profil Clark YH besaß zwei Hauptholme, zwischen denen sich im Mittelflügel links und rechts je ein Kraft- und Schmierstoffbehälter befanden, und war ebenfalls aus Metall gefertigt. Sie verfügte je Unterseite über eine Außenaufhängung für eine 25-kg- oder 50-kg-Bombe. Der Fahrwerkschacht war zusätzlich mit einem Hilfsholm aus Dural ausgestattet. Die Querruder waren mit Stoff bespannt, die Landeklappen bestanden aus Duralblechen.
Das Leitwerk war freitragend und in Normalbauweise hergestellt. Höhen- und Seitenflosse waren mit Duralblechen beplankt, Höhen- und Seitenruder mit Stoff bespannt.
In der Heckradausführung mit 3435 mm Spurweite ließen sich nur die Öl-Luft-gefederten Haupträder einziehen, in der Bugradauslegung das gesamte Fahrwerk.

## Geschwindigkeits- und Streckenrekorde
Klasse C-1-d (Flugzeuge mit 1750–3000 kg Fluggewicht)
- 471,348 km/h auf einer geschlossenen 500-km-Strecke, aufgestellt am 11. Juli 1951 durch J. D. Forestenko
- 442,289 km/h auf einer 1000-km-Strecke, aufgestellt am 26. August 1951 durch N. Golowanow
- 360,032 km/h auf einer 2000-km-Strecke, aufgestellt am 31. Oktober 1953 durch P. Sachudalin
- 1990,183 km auf gerader Wegstrecke, aufgestellt am 11. September 1954 durch I. Tschernow

## Militärische Nutzer
- Ägypten
- Afghanistan: 14 ab 1958
- Albanien: 4
- Algerien
- Bulgarien
- Volksrepublik China

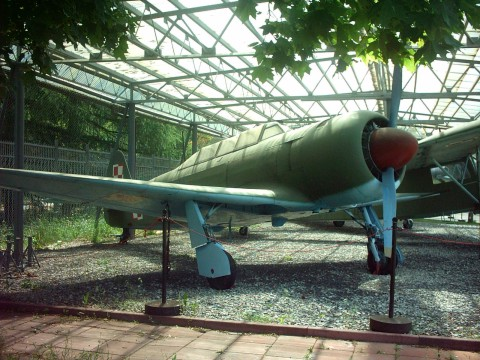
Jak-11 der polnischen Luftstreitkräfte im Militärmuseum Poznań

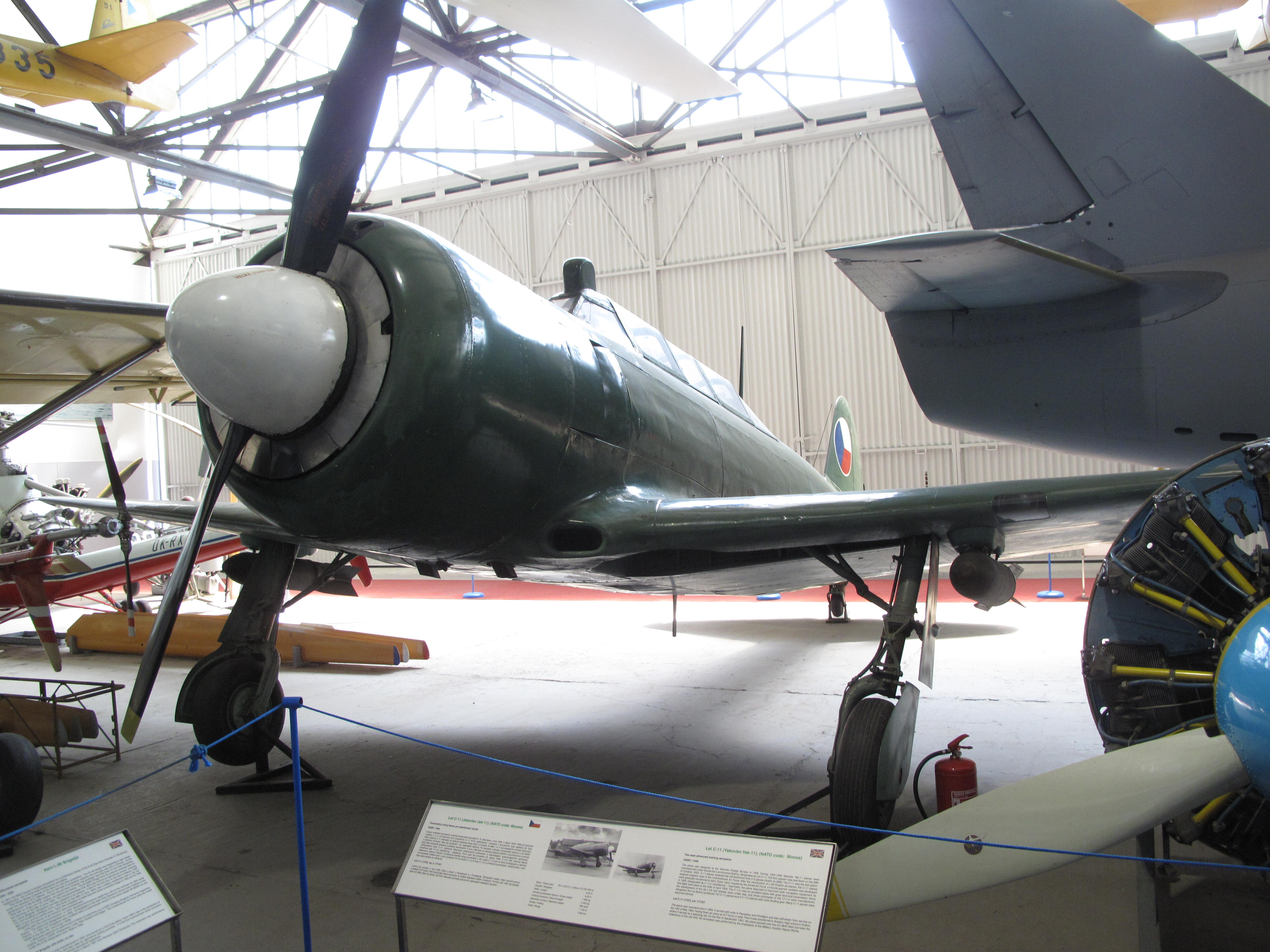
Tschechoslowakische C-11 im Luftfahrtmuseum Kbely

- Deutsche Demokratische Republik: etwa 100 von 1953 bis 1962
- Irak
- Jemen
- Mongolei
- Nordkorea
- Österreich: 4 von 1955 bis 1965[3]
- Polen: 101 Jak-11 und 37 C-11
- Rumänien: 90
- Somalia
- Sowjetunion:

Luftstreitkräfte der Sowjetunion
DOSAAF
- Syrien
- Ungarn
- Tschechoslowakei
- Vietnam

## Technische Daten

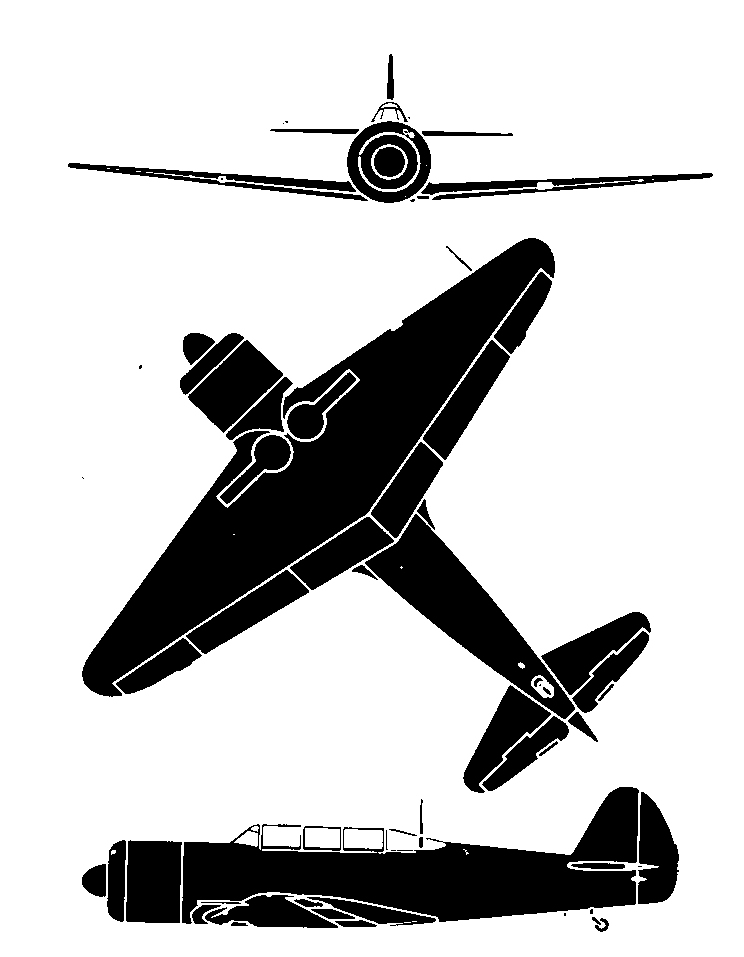
Dreiseitenriss

| Kenngröße             | Daten                                                          |
| --------------------- | -------------------------------------------------------------- |
| Besatzung             | 1–2 (Flugschüler/Fluglehrer)                                   |
| Länge                 | 8,50 m                                                         |
| Spannweite            | 9,40 m                                                         |
| Höhe                  | 3,23 m                                                         |
| Flügelfläche          | 15,40 m²                                                       |
| Flügelstreckung       | 5,7                                                            |
| Flächenbelastung      | 156 kg/m²                                                      |
| Leistungsbelastung    | 3,4 kg/PS                                                      |
| Leermasse             | 1811 kg                                                        |
| Startmasse            | 2373 kg bis max. 2480 kg                                       |
| Triebwerk             | ein luftgekühlter 7-Zylinder-Sternmotor Schwezow ASch-21       |
| Startleistung         | 700 PS (515 kW) bei 2300/min                                   |
| Kraftstoffvorrat      | 360 l                                                          |
| Höchstgeschwindigkeit | 475 km/h in 2250 m Höhe                                        |
| Reisegeschwindigkeit  | 350–400 km/h                                                   |
| Landegeschwindigkeit  | 127 km/h                                                       |
| Startrollstrecke      | 365 m                                                          |
| Landerollstrecke      | 500 m                                                          |
| Dienstgipfelhöhe      | 7100 m                                                         |
| Steigleistung         | 9,0 m/s                                                        |
| Reichweite            | 1280 km                                                        |
| Flugdauer             | 4,20 h                                                         |
| Startstrecke          | 500 m                                                          |
| Landestrecke          | 1040 m                                                         |
| Bewaffnung            | ein 12,7-mm-MG UBS oder ein 7,7-mm-MG SchKAS zwei 50-kg-Bomben |

## Museale Rezeption
- Eine Jak-11 der Luftstreitkräfte der NVA (WNr. 68203) ist im Militärhistorischen Museum auf dem Gelände des Flugplatzes Berlin-Gatow zu besichtigen.
- Eine weitere Jak-11 der NVA (WNr. 68210) befindet sich im Bestand des Flugplatzmuseums Cottbus auf dem Gelände des Flugplatzes Cottbus (siehe Foto Infobox).[4]
- Eine Jak-11 des österreichischen Bundesheeres ist in der Militärluftfahrtausstellung Zeltweg im Hangar 8 des Fliegerhorst Hinterstoisser ausgestellt, einer Außenstelle des Wiener Heeresgeschichtlichen Museums.[5]